# Liu Gang
Liu Gang (n. 30 ianuarie 1961, Jilin) este un matematician, fizician și informatician american de origine chineză care a lucrat în domeniul programării liniare și a optimizării. El a fost unul din liderii studenților la Protestele din Piața Tiananmen din 1989.
În 1996, Liu a venit în Statele Unite ale Americii și a obținut o diplomă de master în informatică la Universitatea Columbia. El lucrează în prezent pe Wall Street.